# Илово-Осада (гмина)
Илово-Осада (пол. Iłowo-Osada) — сельская гмина (волость) в Польше, входит как административная единица в Дзялдовский повет, Варминьско-Мазурское воеводство. Население — 7408 человек (на 2006 год).

## Демография
Данные по переписи 2004 года:
| Перепись                       | Всего   | Всего | Женщины | Женщины | Мужчины | Мужчины |
| ------------------------------ | ------- | ----- | ------- | ------- | ------- | ------- |
| Единицы                        | человек | %     | человек | %       | человек | %       |
| Население                      | 7226    | 100   | 3753    | 51,9    | 3473    | 48,1    |
| Плотность населения (чел./км²) | 63,3    | 63,3  | 32,9    | 32,9    | 30,4    | 30,4    |

## Сельские округа
1. Бялуты
2. Бродово
3. Дзвежня
4. Гаювки
5. Илово-Осада
6. Илово-Весь
7. Яново
8. Крашево
9. Мансфельды
10. Млавка
11. Нажим
12. Пруски
13. Пургалки
14. Сохы
15. Вежбово

## Соседние гмины
1. Гмина Дзялдово
2. Гмина Яновец-Косцельны
3. Гмина Козлово
4. Гмина Липовец-Косцельны
5. Млава
6. Гмина Вечфня-Косцельна

## Фотографии

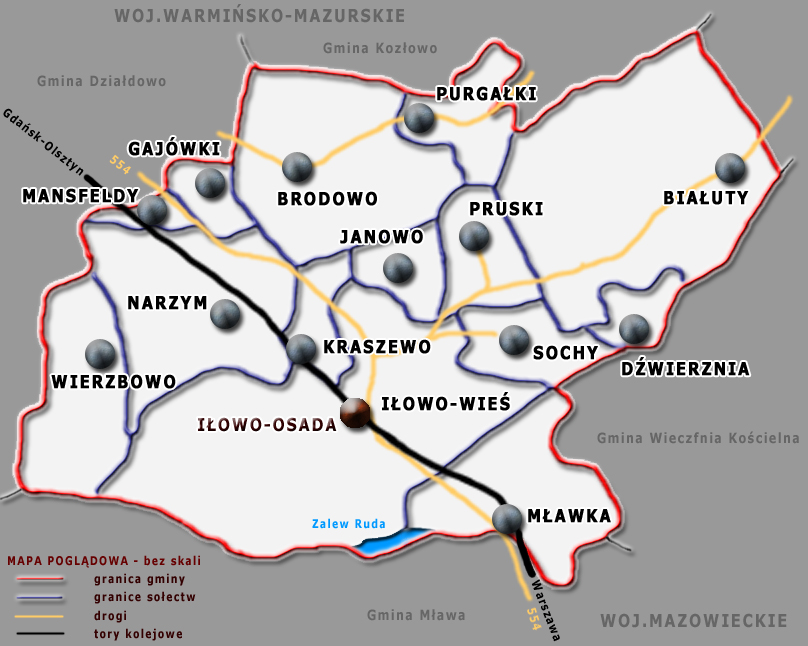
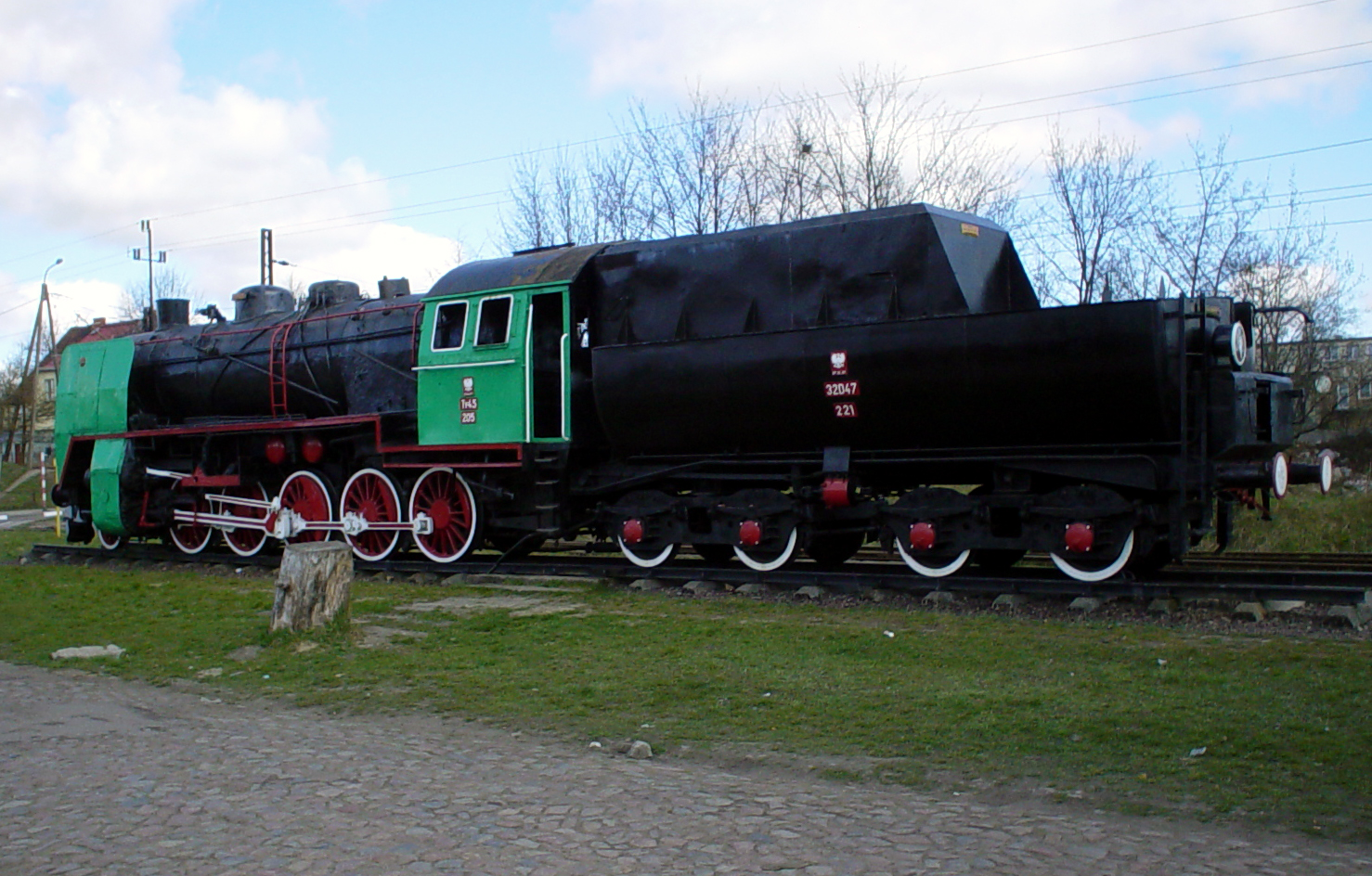
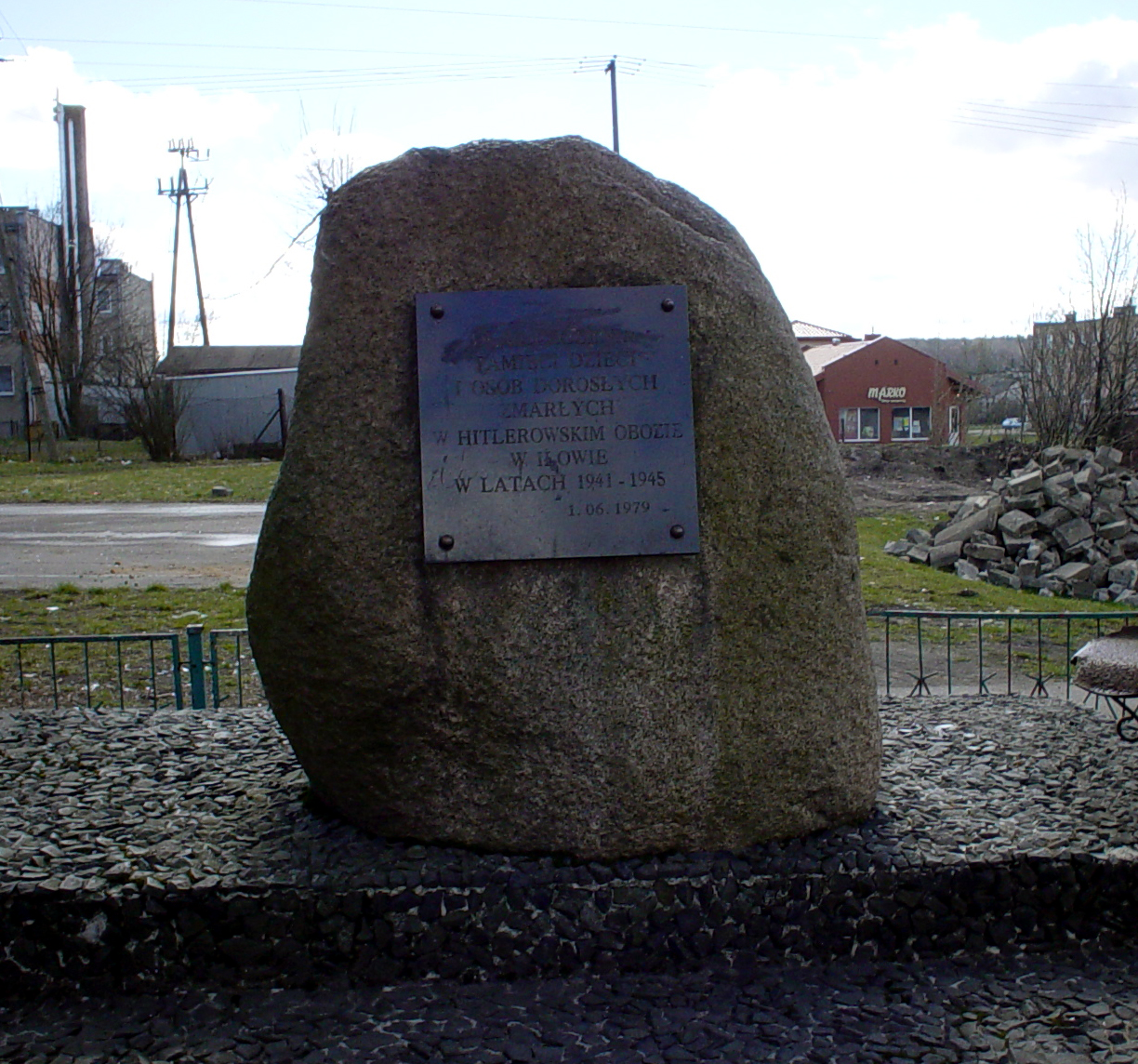
Памятник
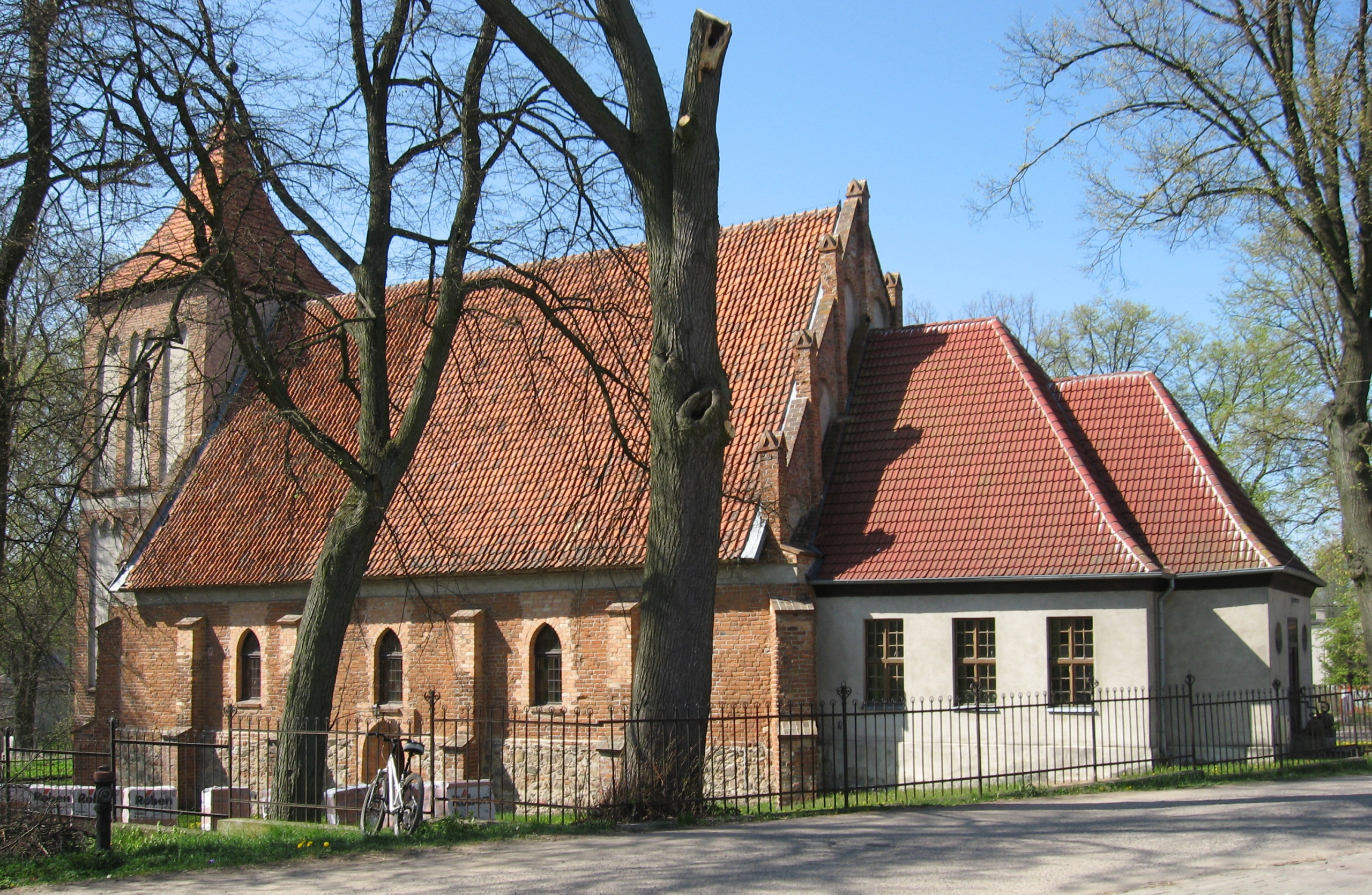
Костёл